# Taifa di Malaga

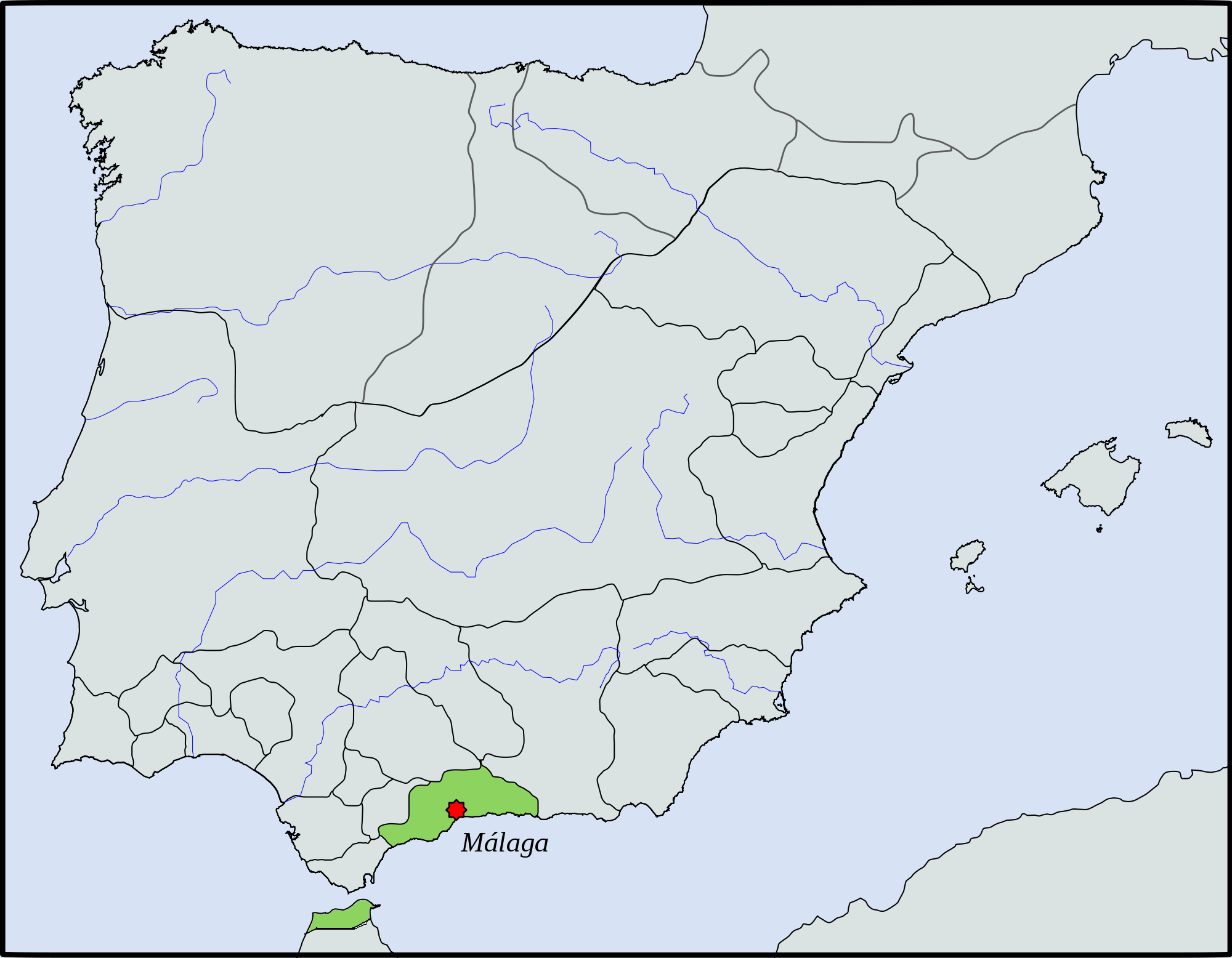
Taifa di Malaga nel 1037

La Taifa di Málaga (in arabo طائفة مالقة‎?) era un regno Andaluso Islamico taifa situato nell'attuale Spagna meridionale, per quattro periodi di tempo distinti: dal 1026 al 1057, dal 1073 al 1090, dal 1145 al 1153 e dal 1229 al 1239, quando l'emirato fu definitivamente conquistato dall'Emirato di Granada.

## Storia
La Taifa di Málaga nacque nel 1026, nel periodo finale della fitna di al-Andalus, descritta dallo storico Rafael Altamira, quando il Califfo Yahya ibn Ali, della dinastia berbera Hammudidi, unì sotto il suo dominio le province di Málaga e di Algeciras, dopo che, nel giugno di quell'anno, gli abitanti di Cordova avevano cacciato il visir che Yahya aveva lasciato in città ed avevano eletto l'ultimo califfo del califfato di al-Andalus, l'omayyade Hishām III ibn Muḥammad, e, per trent'anni, i Re della Taifa appartennero alla dinastia degli Hammudidi.

Yahya che aveva assunto il titolo di al-Mu`tali, continuò a considerarsi califfo, Califfo di Málaga, che da allora in poi utilizzarono esclusivamente i Re della Taifa di Málaga. Il suo regno fu caratterizzato dal confronto con i Re della Taifa di Siviglia, che si cristallizzò con la conquista della Taifa di Carmona, e tentando di allargare i suoi domini, cercò anche di conquistare Siviglia, ma in un attacco, nei pressi di Carmona, si scontrò con le truppe uscite dalla città e nella battaglia trovò la morte, il 4 novembre 1035.
Nel 1035, alla morte di Yahya, mentre suo nipote Muhammad ben Al Qasim fu proclamato emiro della Taifa di Algeciras la Taifa di Málaga, andò a suo fratello Idris I al-Muta'ayyad, governatore di Ceuta, che continuò a lottare contro la Taifa di Siviglia, la quale fu sconfitta ad Écija il 22 settembre 1039.

Idris I morì solo 2 giorni dopo.
Yahya II Al Qa'im, successore del padre, Idris I al-Muta'ayyad, come califfo della Taifa di Málaga, mantenne il trono solo anno, dal momento che nel 1040 fu spodestato da su zio Al-Hassan ibn Yahya, con l'aiuto dello schiavo, Naya Al Siqlabi, che dopo aver promesso un'amnistia fece mettere a morte anche il nipote, Yahya II. 

Al-Hassan ibn Yahya, che aveva sposato una figlia di Idris I, quindi sorella di Yahya II, nel 1042, fu avvelenato dalla moglie, per vendicare il proprio fratello. 
Naya Al Siqlabi, governatore di Ceuta, rientrò a Malaga e succedette ad Al-Hassan ibn Yahya, che non aveva discendenza, dopo aver imprigionato il fratello di Al-Hassan, Idris III ibn Yahya, interrompendo, per un breve periodo, la dinastia degli Hammudidi.

Naya Al Siqlabi, sempre nel 1042, alla guida dell'esercito, composto da Berberi, cercò invano di conquistare Algesiras, per spodestare gli Hammudidi, ma al suo ritorno a Malaga fu assassinato da alcuni Berberi che liberarono Idris III ibn Yahya, che fu eletto califfo di Malaga, il 6 febbraio 1043, segnando il ritorno della dinastia degli Hammudidi.
Idris III ibn Yahya regnò fino al 1047, quando fu deposto, imprigionato e sostituito sul trono dal cugino Muhammad I ibn Idris, detto Al-muhdi, che rimase sul trono fino a quando non morì, nel 1053.

Gli succedette il nipote Idris II ibn Yahya, che prese il titolo di Al-muwaffek-billah, e rimase sul trono solo alcuni mesi, dal momento che, nel 1054, anche lui fu deposto e sostituito da Idris III che tornò ad occupare il trono per la seconda volta, e che vi restò fino alla sua morte nel 1055. 

Il trono poi passò a suo figlio Muhammad II Ibn Idris, detto Al Al-must'ali-billah, che restò sul trono fino alla conquista della Taifa di Málaga, nel 1057, da parte di Badis ibn Habus, emiro della Taifa di Granada, della dinastia degli Ziridi, come conferma anche la Muslim Spain and Portugal: A Political History of al-Andalus.
Dopo la conquista della Taifa di Málaga, questa fu governata per 17 anni da un governatore dipendente dal Re della Taifa di Granada. 

Badis ben Habús morì nel 1073 e Abd Allah ibn Buluggin, succeduto al nonno nella taifa di Granada, ripristinò la taifa di Malaga, cedendola al fratello, Tamim ibn Buluggin, che rimase succube del fratello; infatti la Muslim Spain and Portugal: A Political History of al-Andalus tra le poche taife ancora indipendenti, nel 1080, cita la Taifa di Granada e non quella di Malaga.

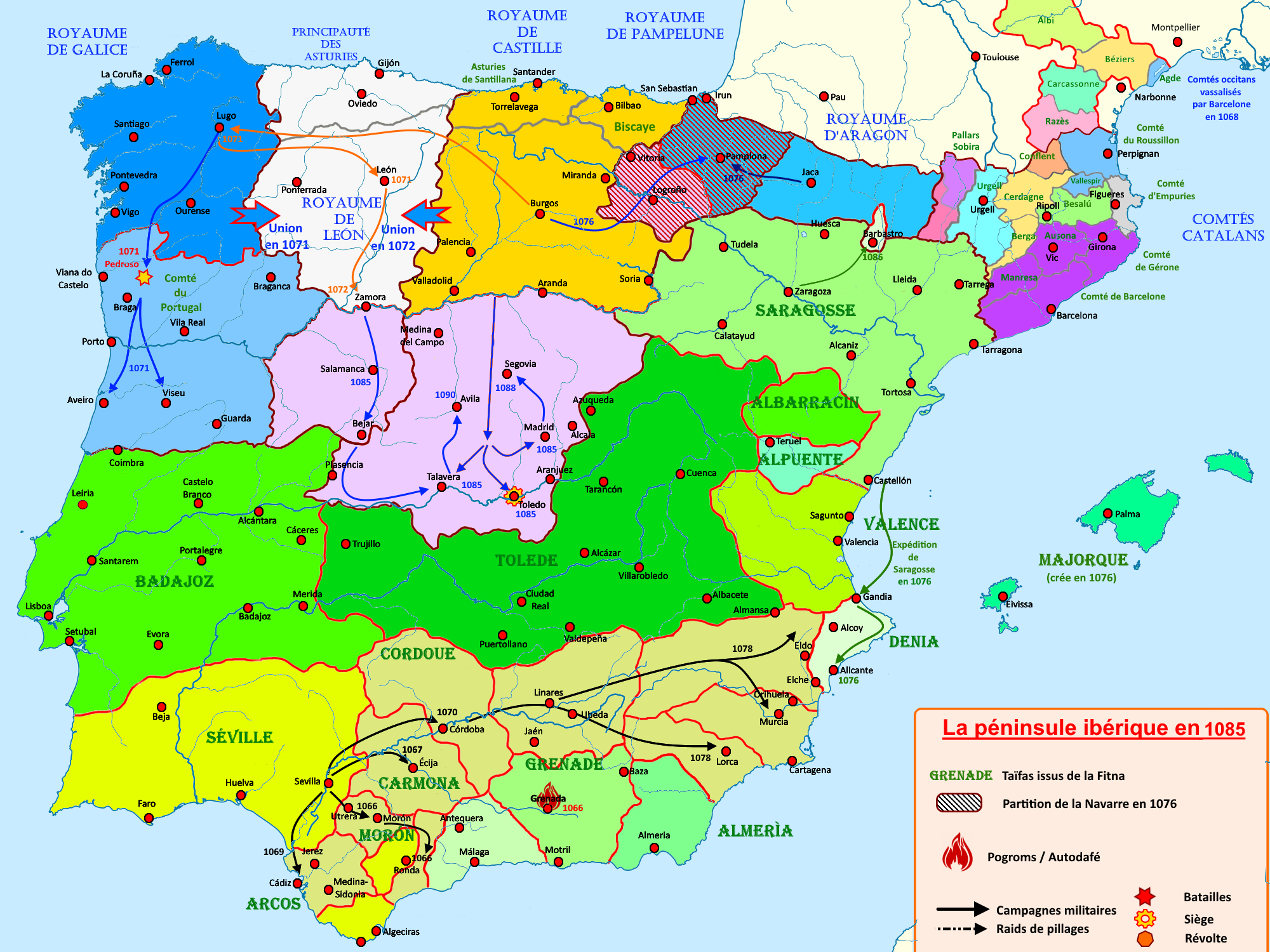
Taifa di Malaga nel 1085

Nel 1086, quando i regni di taifa furono minacciati dal re Alfonso VI di Castiglia, dopo la conquista di Toledo nel 1085 da parte di Alfonso VI, alcuni regni do taifa invocarono l'aiuto di Yūsuf ibn Tāshfīn, l'almoravide che aveva appena preso il controllo dell'intero Maghreb. Youssef rispose a questa chiamata e il 2 novembre 1086, sconfisse Alfonso VI di Castiglia nella battaglia di al-Zallaqa.
Nel 1090, quando Yusuf Ibn Tashfin tornò in al-Andalus, per la terza volta conquistò la taifa di Malaga, annettendola al califfato.
Dinastia hammude (1026-1042)
- Yahya ibn Ali (1026 -1035)
- Idris I al-Muta'ayyad (1035-1039)
- Yahya II Al Qa'im (1039-1040)
- Al-Hassan ibn Yahya (1040-1042)

Dinastía schiava (1042)
- Naya Al Siqlabi (1042)

Dinastia hammude (1042-1057)
- Idris III ibn Yahya (1042-1047)
- Muhammad I ibn Idris (1047-1052/53)
- Idris II ibn Yahya (1053)
- Idris III ibn Yahya (1053-1054/5), per la II volta
- Muhammad II Ibn Idris (1055-1057)

Annessione a Granada 1057 – 1073
Dinastía Ziride (1073-1090)

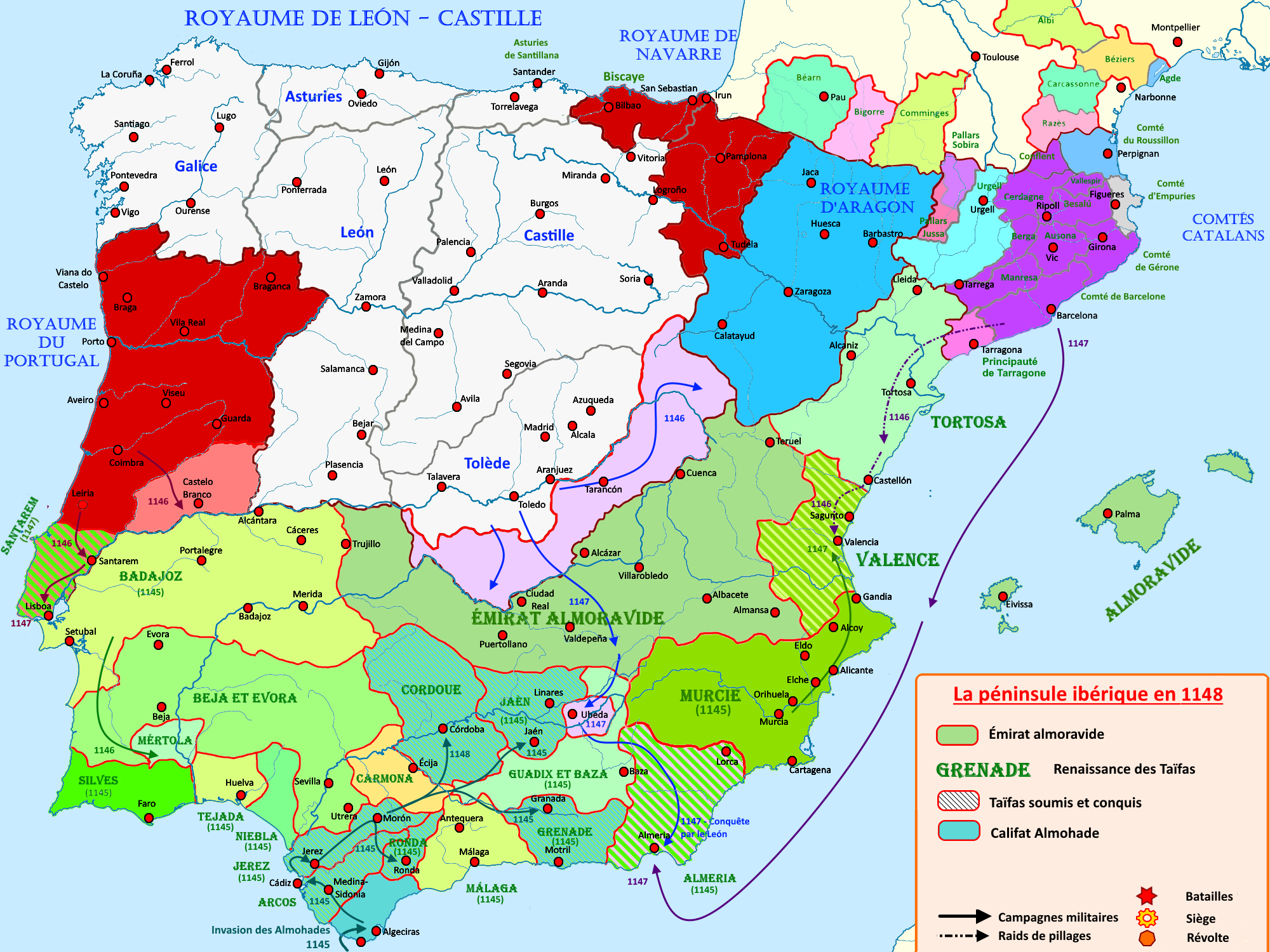
Taifa di Malaga nel 1148

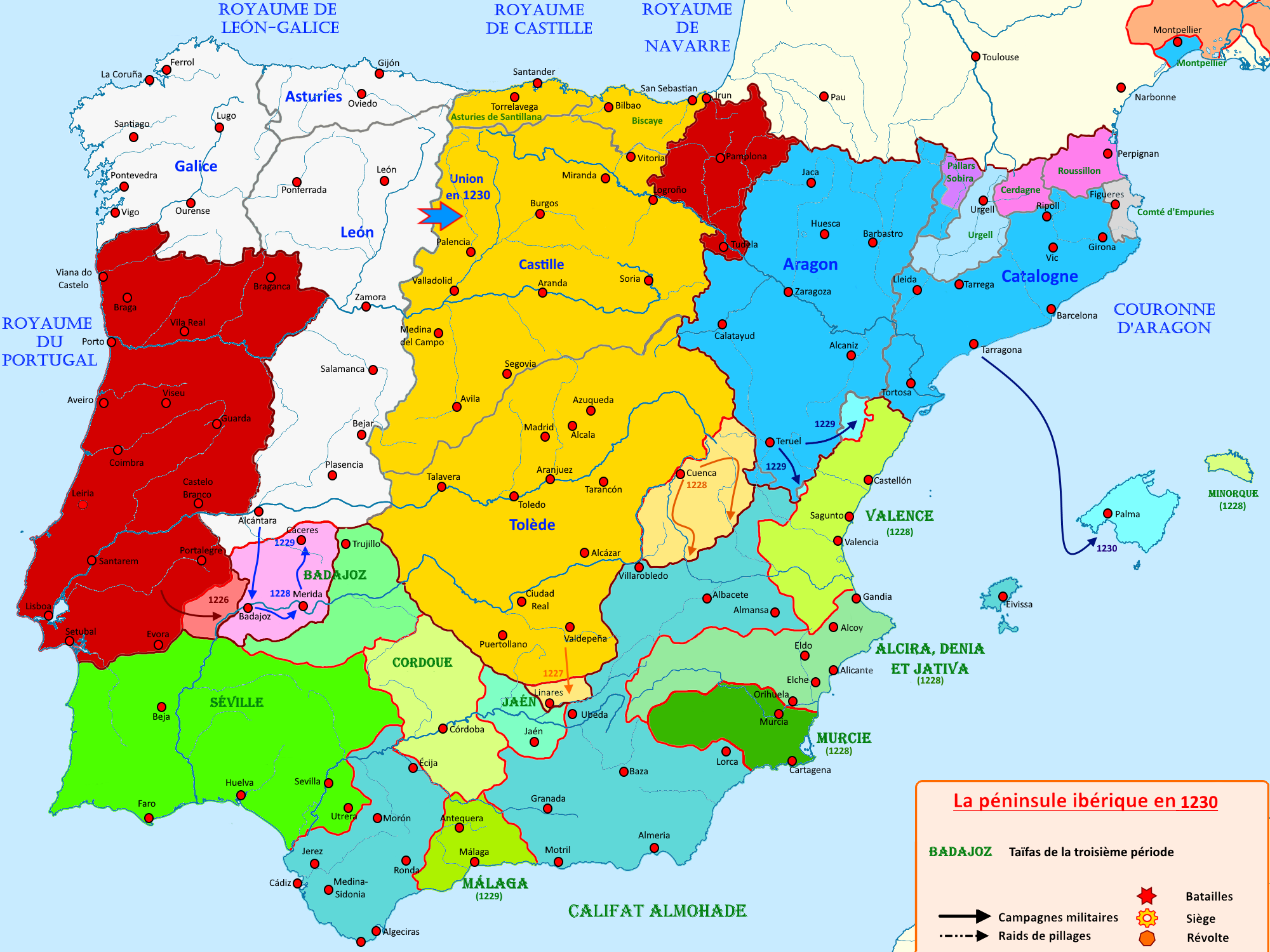
Taifa di Malaga nel 1230

- Tamim ben Buluggin ben Badis (1073-1090)

Quando l'Impero almoravide perdette vigore vi fu un secondo periodo di espansione dei regni che viene ricordato come Seconda Taifa, nel quale anche Malaga si rese indipendente, nel 1145, espellendo gli Almoravidi.

L'indipendenza durò solo alcuni anni in quanto gli Almohadi, tra il 1151 ed il 1155, occuparono al-Andalus, ricostituendo il califfato, secondo la Histoire des Almohades / d'Abd el- Wâh'id Merrâkechi, quando 'Abd al-Mu'min prese possesso della zona attorno a Gibilterra i governanti di Malaga ed altre taife lo raggiunsero e gli resero omaggio.
Dopo che l'Impero almohade aveva perso vigore, dopo la sconfitta subita a Las Navas de Tolosa vi fu un terzo periodo di espansione dei regni che viene ricordato come Terza Taifa, nel quale anche Malaga si rese indipendente, verso il 1229, durante il califfato di Abd Allah al-'Adil, che era stato governatore di Malaga.

L'indipendenza durò poco perché, tra il 1238 ed il 1239 la taifa di Malaga fu occupata dai Nasridi e fu incorporata nel Sultanato di Granada.

Quando il re Ferdinando il Cattolico inizio l'assalto finale al Sultanato di Granada, nel 1480, Malaga faceva ancora parte del Sultanato e fu conquistata dai re cattolici nel 1487.

### Fonti primarie
- (FR)  Histoire des Almohades / d'Abd el- Wâh'id Merrâkechi
- (EN)  The History Of The Mohammedan Dynasties In Spain Vol II
- (EN)  Muslim Spain and Portugal: A Political History of al-Andalus

### Letteratura storiografica
- Rafael Altamira, "Il califfato occidentale", in: «Storia del mondo medievale», Cambridge History of Middle Age, vol. II, 1999, pp. 477–515.]
- Rafael Altamira, La Spagna (1031-1248), in "Storia del mondo medievale", vol. V, 1999, pp. 865–896
- La recomquista